# 世界の哲学者に人生相談
『世界の哲学者に人生相談』(せかいのてつがくしゃにじんせいそうだん)は、NHK Eテレで2018年から放送されていた哲学人生相談番組。第1シリーズは2018年4月5日から9月27日まで放送された。2019年3月28日から8月15日までシーズン2、2020年4月2日から9月17日までシーズン3が放送された。
2021年度は編成されていないが、不定期に制作される特別番組『ロッチと子羊〜迷えるあなたに哲学を〜』（2022年4月からレギュラー番組に昇格）が事実上の後継となっており、小川仁志はこちらでも解説を務めている。

## 概要
視聴者の悩みの答えを哲学者たちの考えや言葉から探し、毎回ゲストが哲学に関する“究極の質問”に答えるコーナーなどで、多様な角度から哲学の面白さを紹介する。

## 放送日時
放送日時はいずれも日本標準時。
- 本放送・木曜日22:50 - 23:20
- 再放送・水曜日10:25 - 10:55
  - NHKオンデマンドと提携しているU-NEXT[3]やビデオマーケット[4]で放送後に見逃し配信している。

## 出演者

### 相談室 室長
- 高田純次[1]

### 相談室 室長秘書
- 池田美優（シーズン1までの数回のゲスト出演を経て、シーズン2からレギュラー出演）

### 解説
- 小川仁志（山口大学国際総合科学部准教授）[1]
- 偉人のお面をかぶってひな壇に座っている20名の疑似哲学者の皆さん（フリップで回答。シーズン3の6月18日以降は後述の演出変更に伴いイラストのみで登場し、彼らの意思はナレーションにより代弁される）[1]

### ナレーション
- 守本奈実

## 放送リスト
| 回 | 放送日         | 相談内容                                             | ゲスト                                    | 哲学者                         |
| -- | -------------- | ---------------------------------------------------- | ----------------------------------------- | ------------------------------ |
| 0  | 2017年8月26日  | 少しずつ夫の性格が変わってきた                       | 西川貴教、磯野貴理子、池田美優            |                                |
| 1  | 2018年 4月5日  | 人を愛せない                                         | 石井竜也、磯野貴理子、池田美優            | エーリッヒ・フロム             |
| 2  | 4月12日        | 孤独を抜け出るには？                                 | 石井竜也、磯野貴理子、池田美優            | エマニュエル・レヴィナス       |
| 3  | 4月19日        | 自由になるには？                                     | ヒロミ、いとうあさこ、益若つばさ          | ジャン＝ポール・サルトル       |
| 4  | 4月26日        | 働くってなに？                                       | ヒロミ、いとうあさこ、益若つばさ          | エリック・ホッファー           |
| 5  | 5月10日        | 満たされない心                                       | ダイアモンド☆ユカイ、最上もが、遼河はるひ | 老子                           |
| 6  | 5月17日        | 幸せになるには？                                     | ダイアモンド☆ユカイ、最上もが、遼河はるひ | アラン                         |
| 7  | 5月24日        | "死””死別”特集                                       | 池田美優、哀川翔、坂下千里子              | 西田幾多郎他                   |
| 8  | 6月7日         | 憎しみを抑えたい                                     | 池田美優、哀川翔、坂下千里子              | ルネ・デカルト                 |
| 9  | 6月14日        | 同級生に感じる劣等感をどうにかしたい                 | 磯野貴理子、石井竜也、河北麻友子          | アルフレッド・アドラー         |
| 10 | 6月21日        | いやな記憶に向き合う                                 | 磯野貴理子、石井竜也、河北麻友子          | アンリ・ベルクソン             |
| 11 | 7月5日         | 人の目が気になる                                     | カンニング竹山、萬田久子、益若つばさ      | バートランド・ラッセル         |
| 12 | 7月12日        | 老いていく自分がいやになる                           | カンニング竹山、萬田久子、益若つばさ      | カール・グスタフ・ユング       |
| 13 | 7月19日        | 人を妬んでしまう自分が嫌になる                       | 辻仁成、鈴木砂羽、橋本マナミ              | ニーチェ                       |
| 14 | 8月2日         | 仕事？家族？中途半端な自分が許せない                 | 辻仁成、鈴木砂羽、橋本マナミ              | ジル・ドゥルーズ               |
| 15 | 8月16日        | 哲学トークセレクション 第一章                        | （総集編）                                |                                |
| 16 | 8月23日        | 哲学トークセレクション 第二章                        | （総集編）                                |                                |
| 17 | 9月6日         | 自分の意見がもてない                                 | 水道橋博士、鈴木紗理奈、池田美優          | モンテーニュ                   |
| 18 | 9月20日        | マニュアル依存な自分。想定外に対応できない           | 水道橋博士、鈴木紗理奈、池田美優          | レヴィ・ストロース             |
| 19 | 2019年 3月28日 | 楽しい哲学 入門編                                    |                                           |                                |
| 20 | 4月4日         | どうしても合わない人とどう付き合う？                 | 八嶋智人                                  | フランシス・ベーコン           |
| 21 | 4月11日        | 家事が全て面倒くさい！どうすれば良い？               | 夏木マリ                                  | メルロ＝ポンティ               |
| 22 | 4月18日        | ファッションセンスがなく困っています                 | 武井壮                                    | イマヌエル・カント             |
| 23 | 5月9日         | 不安が次々と浮かびます 前編                          | 久本雅美                                  | マルティン・ハイデッガー       |
| 24 | 5月16日        | 不安が次々と浮かびます 後編                          | 久本雅美                                  | マルティン・ハイデッガー       |
| 25 | 5月23日        | 自分の考え方をもつヒント                             | 堀江貴文                                  | ソクラテス                     |
| 26 | 6月6日         | 自分にぴったりの遊び方                               | いとうあさこ                              | ロジェ・カイヨワ               |
| 27 | 6月13日        | 理想の子育て                                         | 辻仁成                                    | ジャン＝ジャック・ルソー       |
| 28 | 6月20日        | 社会の中での生きづらさ                               | 室井滋                                    | ミシェル・フーコー             |
| 29 | 7月4日         | PTAや地域活動楽しむには？                            | 天野ひろゆき                              | ハンナ・アーレント             |
| 30 | 7月11日        | "人生の壁"と"行き詰まり"に向き合うヒント             | 高畑淳子                                  | ヘーゲル                       |
| 31 | 8月1日         | 夢と現実のはざまに悩む方へ"幸せ"のはかり方           | 陣内孝則                                  | ジェレミ・ベンサム             |
| 32 | 8月15日        | コンプレックスだらけの自分・どうしたら好きになれる？ | 和田アキ子                                | ジャック・デリダ               |
| 33 | 2020年 4月2日  | 孤独に押しつぶされそう                               | ミッツ・マングローブ                      | アルトゥル・ショーペンハウアー |
| 34 | 4月9日         | かっこよく生きたい                                   | かたせ梨乃                                | 九鬼周造                       |
| 35 | 4月16日        | 行き詰まりから脱出するには                           | 和田アキ子                                | ジョン・デューイ               |
| 36 | 5月7日         | お金をもうけたい                                     | 柴田理恵                                  | アダム・スミス                 |
| 37 | 6月18日        | デマやフェイクニュース・情報                         | 石井竜也                                  | マーシャル・マクルーハン       |
| 38 | 6月25日        | 些細なことでも迷ってしまう                           | 石井竜也                                  | 荘子                           |
| 39 | 7月16日        | 本当の親友が欲しい                                   | キムラ緑子                                | アリストテレス                 |
| 40 | 7月23日        | 決断が怖い                                           | 広末涼子                                  | ブレーズ・パスカル             |
| 41 | 8月13日        | 新型コロナ・心の不安“虚無感”                         | 壇蜜                                      | アルベール・カミュ             |
| 42 | 8月20日        | 叶わない欲望にイライラする                           | 草刈民代                                  | エピクテトス                   |
| 43 | 9月10日        | 激論"公正な世界は、実現するか？"                     | カズレーザー、磯野貴理子                  | ジョン・ロールズ               |
| 44 | 9月17日        | 絶望から生まれる希望とは                             | 渡辺満里奈                                | 三木清                         |

2020年（シーズン3）は新型コロナウイルス感染症の影響により収録が中断した影響で、4月23日から6月11日までは、5月7日分を除いて過去回の再放送が続いた。6月18日から新作の放送が再開されたが、18日・25日は各出演者が別々の場所に分かれてのリモート収録形式の2本撮りで対応。７月16日から最終回まで高田・池田・ゲストはスタジオでの収録（小川は活動拠点である山口からのリモート出演を継続）となったが、ソーシャルディスタンスへの配慮から従来のセットとは別のスタジオで収録するため、前述のリモート収録回と同様の演出での進行となった。従来のセットは座席・テーブルを撤去したうえで、出演者のワイプの背景としてのみ用いられたが、スタジオの肖像画の一つに高田の肖像画を入れており、オープニングではそこから高田の姿が現れる演出がなされていた。

## 関連番組
恋のから騒ぎ - 番組初中期に番組冒頭で哲学者の金言を紹介していた。